# Nils Jensen
Nils Waldsgaard Jensen (Copenaghen, 25 dicembre 1935 – 16 gennaio 2010) è stato un calciatore danese, di ruolo portiere.

## Palmarès
- Campionato danese: 1

KB: 1968
- Coppa di Danimarca: 1

KB: 1969